# Daniel d’Auge
Daniel d’Auge, Augentius auf Lateinisch (geboren in Villeneuve-l’Archevêque oder Troyes im frühen 16. Jahrhundert, gestorben 1595 in Paris) war ein französischer Priester, Pädagoge, Altphilologe und Professor für Griechisch am Collège de France.

## Leben
Schon in jungen Jahren wurde er in Belletristik und Griechisch unterrichtet. George Critton (um 1555–1611) schreibt, dass er die Grundlagen in einigen Colleges der Universität von Paris lehrte. Er wurde dann von Guillaume Gallard zusammen mit Matthieu Bossulus und Jean-Marie le Grand als Lehrer an das Collège de Boncourt berufen. Am 1. April 1574 wurde er mit dem Amt des königlichen Professors der griechischen Sprache am Collège royal betraut, das Loys Le Roy (1510–1577) leitete. 1578 wurde er sein Nachfolger. Er blieb in diesem Amt bis 1595, wahrscheinlich sein Todesjahr. Sein Nachfolger im Amt war François Parent.
Daniel d’Auge war ein ausgezeichneter Grammatiker. Die meiste Zeit seines Lebens verbrachte er damit, Texte der bekanntesten Autoren der Antike, insbesondere von griechischen Autoren, zu korrigieren, indem er die Fehler der Kopisten beseitigte. George Critton schrieb, „dass man nie einen fleißigeren, gewissenhafteren und emsigeren Lehrer gesehen hat und dass er 50 Jahre seines Lebens mit diesen Übungen verbracht hat; und er liebte seinen Beruf so sehr, dass er sich wirklich betrübt fühlte, wenn ihn ein nennenswertes Gebrechen daran hinderte, seinen Unterricht zu geben, und er verzichtete so selten darauf, dass man sagen könnte, dass das Royal College sein gewöhnlicher Aufenthaltsort war.“
Er war der Vormund des Sohnes von François Olivier (1487–1560), dem Kanzler von Frankreich, wie er in einem Brief schrieb, in dem er Antoine Olivier, Bischof von Lombez und Onkel seines Schülers, ein Buch widmete.
Durch seine vielfältigen Beziehungen stand Daniel d’Auge in Kontakt mit den einflussreichsten Personen seiner Zeit. Jean Dorat kannte ihn, weil er ihm ein lateinisches Stück widmete, in dem Dorat ihm zu seinem Projekt einer redigierten lateinischen Übersetzung des Anakreon gratulierte. Daniel d’Auge muss auch die Dichter der Pléiade gekannt haben, denn er verfasste vier Distichen, die in das Tombeau de Ronsard (Paris 1924) aufgenommen wurden. Er kannte möglicherweise Michel de L’Hospital.

## Veröffentlichungen
- Oraison consolatoire sur la mort de messire François Olivier, chancelier de France, Paris, 1560
- Deux dialogues de l’invention poétique, de la vraye congnoissance de l’histoire, de l’art oratoire, et de la fiction de la fable très utiles à un chascun désirant bien faire, dire et délibérer, ainsi qu’en ont traicté les anciens, Paris, 1560
- Épître à noble et vertueux enfant Antoine Thelin, auteur du livre intitulé Opuscules divins, en laquelle est traité du vrai patrimoine et succession que doivent laisser les pères à leurs enfants, Paris, 1565
- Lettre accompagnant Arrest mémorable de la Cour de parlement de Doel, donné à l’encontre de Gilles Garnier, lyonnois, pour avoir en forme de loup garou dévoré plusieurs enfans, Sens, 1574 (Online)

Übersetzungen
- Institution d’un prince chrétien (Synesis, Bischof von Kyrene), übersetzt aus dem Griechischen
- Oraison de la vraie noblesse (Philon Juif), übersetzt aus dem Griechischen, Paris 1555.
- Traduction française des plus belles sentences et manières de parler des épîtres familières de Cicéron, übersetzt aus dem Lateinischen. Paris 1556.
- Quatre homélies de saint Macaire égyptien. Paris und Lyon, 1559